# ヤマトマダニ
ヤマトマダニ（Ixodes ovatus）は、ダニ目マダニ科マダニ属に分類されるダニの一種。

## 特徴
一般にマダニ類は未吸血時の体長が2 - 7 mmの大型のダニで、卵、幼ダニ、若ダニ、成ダニの4つの発育ステージを持つ。本種は体長約2 - 3 mmで、体色は黄褐色である。日本国内では北海道から鹿児島（屋久島）まで広く分布し、同属のシュルツェマダニが北方系と呼ばれるのに対し、本種は南方系と呼ばれる。本州中部以北や高標高域では普通種である。日本以外には東南アジアや台湾、韓国、中国に分布するとされる。
マダニは山林に生息し、脊椎動物に寄生して吸血を行う。ヤマトマダニは4つの発育ステージのうち、幼虫と若ダニは小型の哺乳類に寄生するが、成ダニはヒトを含めた大型哺乳類に寄生する事で知られ、日本国内ではこれまでに多数の人体寄生例が報告されている。日本では人体寄生するマダニでも特に主要な種として知られるが、日本国内以外でもチベット、ミャンマー、ネパール、中国において人体寄生例が報告されている。

## 病原体の媒介
ヤマトマダニは日本特有のボレリア属細菌であるBorrelia japonicaを保有する事で知られる。ただし、この菌は病原性の弱い弱毒菌、ないし無毒菌であると考えられている。また、ヤマトマダニはライム病を引き起こす病原菌であるB. burgdorferi（広義）を媒介しないと考えられているが、2014年に台湾でライム病を引き起こすボレリアが本種から同定された。